# Spironolactone
Spironolactone, được bán dưới tên thương mại Aldactone cùng một số tên khác, là một loại thuốc được sử dụng chủ yếu để điều trị tích tụ chất lỏng (phù nề) do suy tim, sẹo gan hoặc bệnh thận. Chúng cũng được sử dụng trong điều trị huyết áp cao, kali máu thấp nếu không chữa được với thực phẩm bổ sung, dậy thì sớm ở nam giới, mụn trứng cá và tăng trưởng lông, tóc quá mức ở phụ nữ. Spironolactone được dùng bằng đường uống.
Tác dụng phụ thường gặp bao gồm bất thường về nồng độ các chất điện giải, đặc biệt là kali máu cao, buồn nôn, nôn mửa, đau đầu, phát ban và giảm ham muốn tình dục. Ở những người có vấn đề ề gan hoặc thận, thì cần thận trọng hơn nếu sử dụng. Spironolactone chưa được nghiên cứu nhiều với phụ nữ có thai và không nên được sử dụng để điều trị huyết áp cao khi đang trong thai kỳ. Đây là một loại steroid ngăn chặn các tác động của hormone aldosterone và testosterone và có một số tác dụng giống như estrogen. Spironolactone thuộc về một loại thuốc được gọi là thuốc lợi tiểu không tăng thải kali.
Spironolactone được phát hiện vào năm 1957 và được giới thiệu vào năm 1959. Nó nằm trong danh sách thuốc thiết yếu của Tổ chức Y tế Thế giới, tức là những loại thuốc hiệu quả và an toàn nhất cần thiết trong một hệ thống y tế. Nó có sẵn như là một loại thuốc gốc. Chi phí bán buôn ở các nước đang phát triển tính đến năm 2014 là từ 0,02 đô la Mỹ đến 0,1 đô la Mỹ mỗi ngày. Tại Hoa Kỳ, chi phí khoảng 0,50 đô la Mỹ mỗi ngày.